# Akalla
Akalla – dzielnica (stadsdel) Sztokholmu, położona w jego północno-zachodniej części (Västerort) i wchodząca w skład stadsdelsområde Rinkeby-Kista. Graniczy z dzielnicami Kista, Husby, Tensta i Hansta (rezerwat przyrody) oraz z gminami Sollentuna i Järfälla.
Akalla jest położona po północnej stronie Järvafältet. Większość zabudowy dzielnicy została wzniesiona na początku lat 70. XX w. w ramach tzw. miljonprogrammet m.in. z charakterystycznymi wielokondygnacyjnymi blokami mieszkalnymi.
Według danych opublikowanych przez gminę Sztokholm, 31 grudnia 2020 r. Akalla liczyła 9202 mieszkańców. Powierzchnia dzielnicy wynosi łącznie 6,73 km², w tym obszar rezerwatu przyrody Hansta (2,80 km²) oraz 1,76 km² niezamieszkanego obszaru na południe od potoku Igelbäcken na Järvafältet zaliczanego do Tensty (stadsdelsområde Spånga-Tensta).
Akalla jest stacją końcową na niebieskiej linii (T11) sztokholmskiego metra.

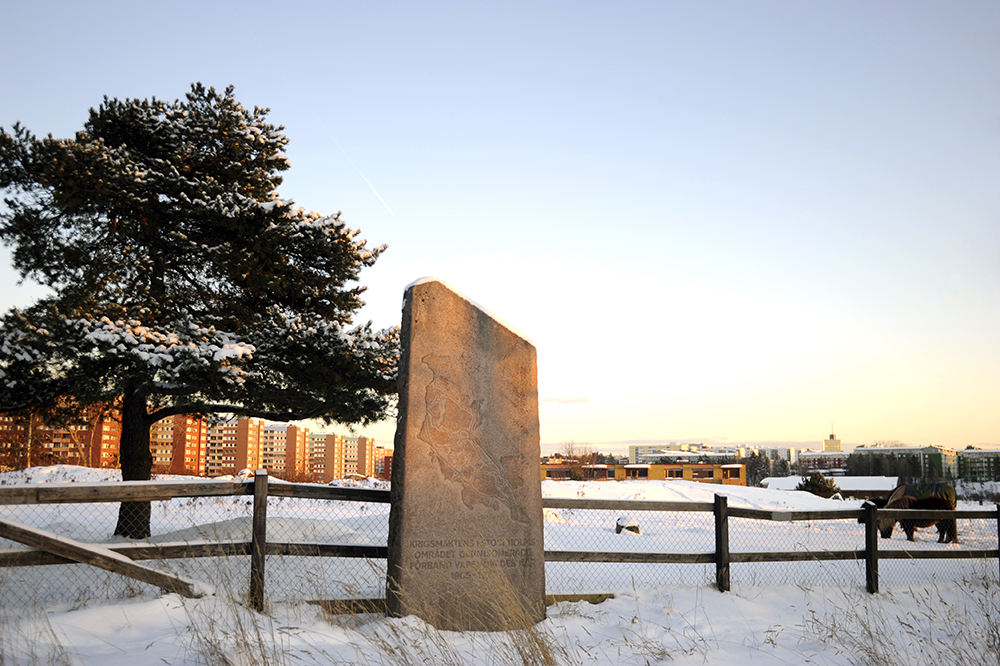
Kamienna tablica w Akalla upamiętniająca miejsce manewrów wojskowych w latach 1905-1970.